# La ville s'endormait
Pour les articles homonymes, voir Ville.
Singles de Jacques Brel
Jojo
(1977)
La ville s'endormait est une chanson écrite, composée et interprétée par Jacques Brel, enregistrée et diffusée en 1977. Elle est la deuxième de son dernier album, Les Marquises. Elle sort aussi en single en novembre 1977.

## Historique
Retiré aux îles Marquises depuis 1975, le chanteur Jacques Brel (1929-1978) connait la gravité de sa maladie, un cancer du poumon. Il continue cependant de créer des chansons, et rentre en septembre 1977 à Paris pour travailler à son dernier album, Les Marquises, aux studios Barclay.
La ville s'endormait est la deuxième chanson de cet album. Il commence à l'écrire et à la composer sur son bateau, l'Askoy. La première version enregistrée diffère sensiblement de la version finale.

Cette chanson comporte le passage « magique » : 

« Il est vrai que souvent / La mer se désenchante / Je veux dire en cela / Qu'elle chante d'autres chants / Que ceux que la mer chante / Dans les livres d'enfants… »

 Le passage suivant est très controversé, il évoque de façon virulente les femmes, Aragon et Jean Ferrat et manifeste pour beaucoup la misogynie de Brel.

## Parutions originales

### Dans l'albumLes Marquises
La ville s'endormait est le deuxième titre de l'album Les Marquises :
| 1. | Jaurès                            | 3:37 |
| 2. | La ville s'endormait              | 4:36 |
| 3. | Vieillir (Brel, Gérard Jouannest) | 3:42 |

(...)

### En single
La ville s'endormait paraît également en single, avec Vieillir,.
| No | Titre                | Durée |
| -- | -------------------- | ----- |
| 1. | Vieillir             | 3:42  |
| 2. | La ville s'endormait | 4:36  |